# Большой Виндзорский парк

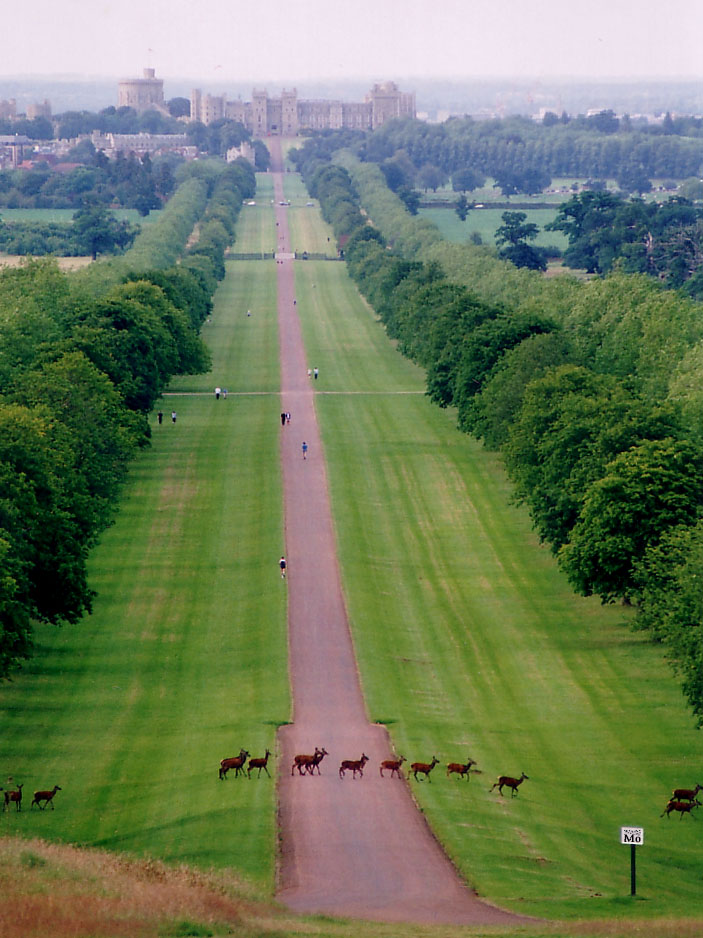
Олени на дороге к Виндзорскому замку

Большой Виндзорский парк (англ. Windsor Great Park) — большой парк площадью около 20 км2 или 5000 акров в Великобритании, вокруг Виндзорского замка, южнее города Виндзор, на границе графств Беркшир и Суррей. Парк известен с XIII века и являлся королевским заказником для охоты на оленей. В настоящее время большая часть парка открыта для общественности и является местом отдыха многих жителей Лондона, в основном из западной части города и пригородов.
Парк представляет собой холмистую равнину, с большими оленьими полянами, небольшими рощами и многовековыми дубами.

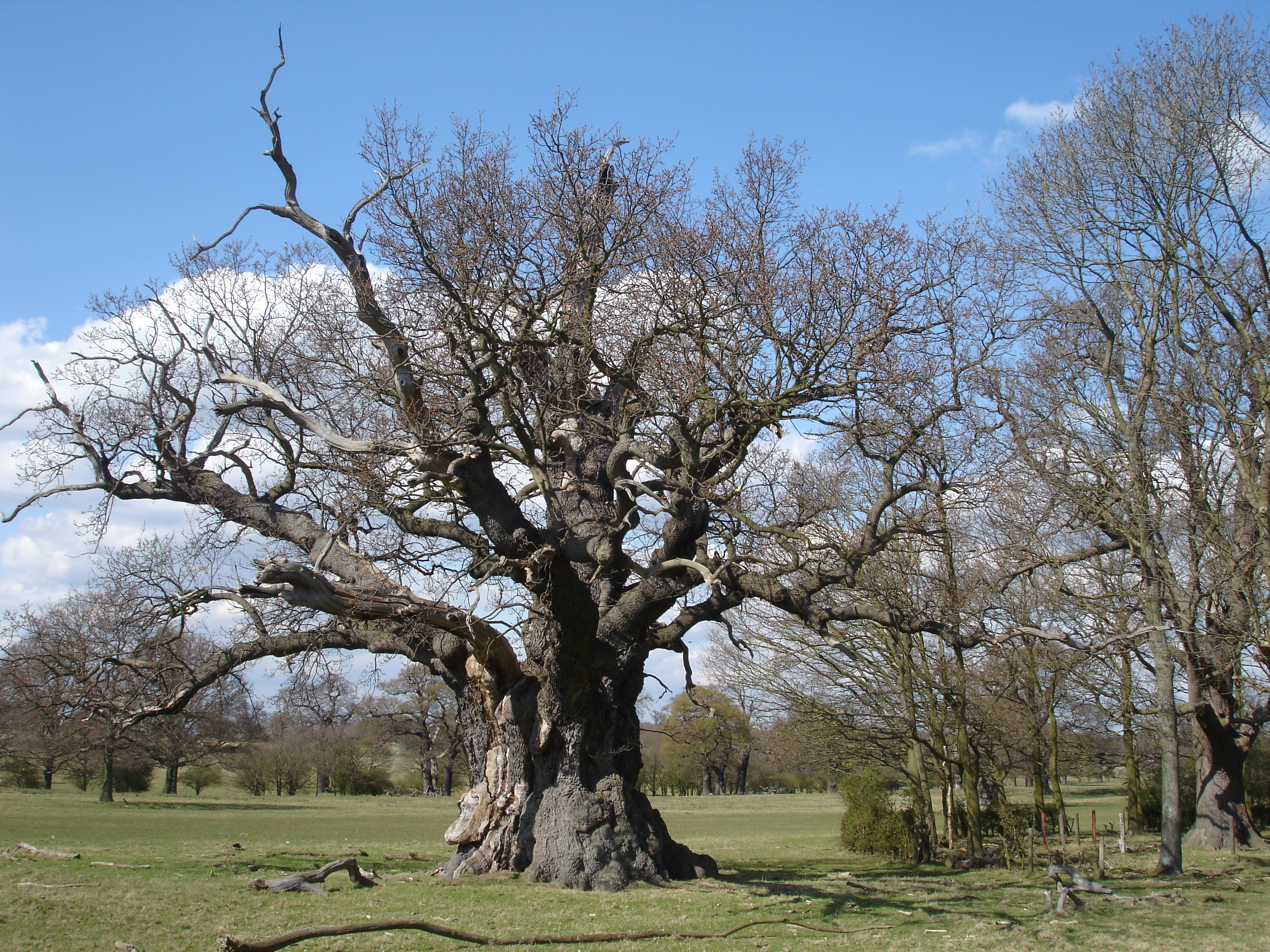
Древний дуб

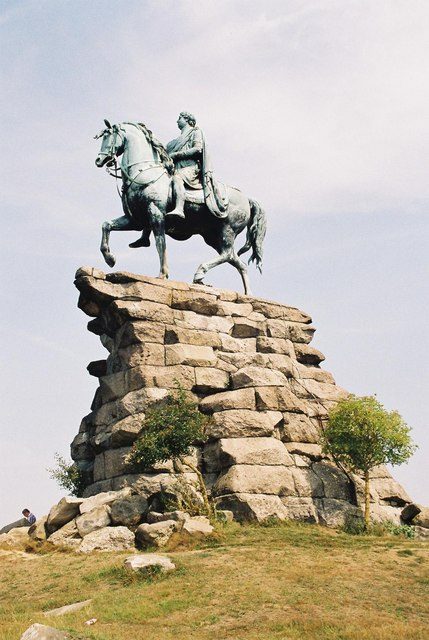
Памятник Георгу III на холме Сноу Хилл

На севере парка протекает небольшая речка, впадающая в Темзу возле Детчета, а на юге река Борн, образующая ряд прудов, в том числе озеро Вирджиния Уотер.
Свою историю парк ведёт от Виндзорского замка, заложенного ещё Вильгельмом Завоевателем в XI веке. Леса, расположенные к югу от замка, стали охотничьими владениями королевской семьи и служили для снабжения замка олениной, кабанятиной и другой дичью. В 1240 году король Генрих III установил границы охотничьих владений, значительно превосходившие нынешние. Во время Столетней войны в парке проводились рыцарские турниры, выращивали лошадей для поставок на войну.
За исключением короткого периода правления Оливера Кромвеля, парк являлся личной собственностью монарха до царствования Георга III, когда контроль над всеми землями Короны был передан парламенту.
В XVIII веке при королях ганноверской династии парк стал преобразовываться из охотничьих владений в территорию для проживания членов королевской семьи и садоводства. Было проложена длинная аллея от границ парка к Виндзорскому замку, усаженная двойными рядами вязов, установлен ряд памятников, древнеримские руины, вывезенные из Ливии. Было переделано озеро Вирджиния Уотер, на границе парка. Прежнее было меньше по размерам и разрушено в 1768 году во время наводнения. Значительную роль в переустройстве парка сыграла королева Виктория. После смерти своего мужа, принца-консорта Альберта она отошла от общественной деятельности и поселилась в Фрогмор-хаусе. В парке был выстроен мавзолей, в котором был похоронен её муж, а впоследствии и она сама.
Во время Второй мировой войны часть деревьев парка была вырублена, парк оленей был распахан и использовался для выращивания картофеля и зерновых. Озеро Вирджиния Уотер было осушено, так как могло послужить ориентиром для немецких бомбардировщиков. На территории парка упали около 200 больших авиабомб, а также несколько ракет Фау-2.
Во время Олимпийских игр 1948 года на территории парка проходили соревнования по шоссейным велогонкам.